# Lesachtal
Lesachtal osztrák község Karintia Hermagori járásában. 2016 januárjában 1363 lakosa volt.

## Elhelyezkedése

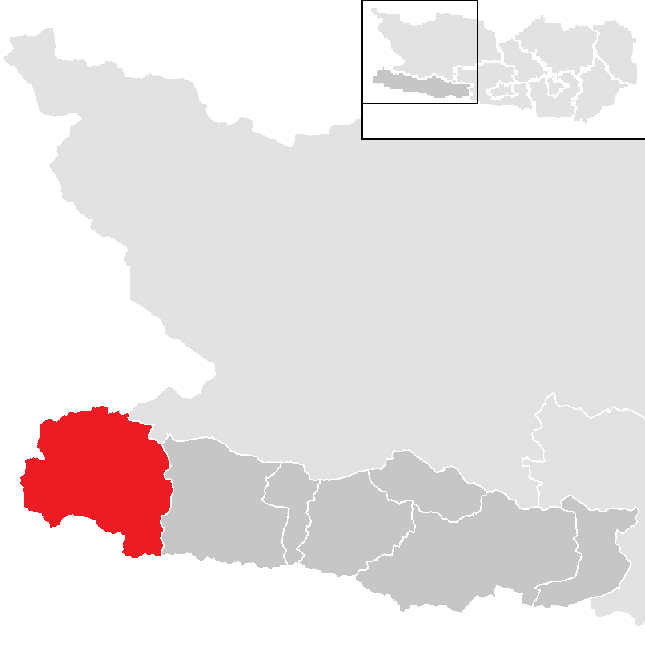
Lesachtal a Hermagori járásban

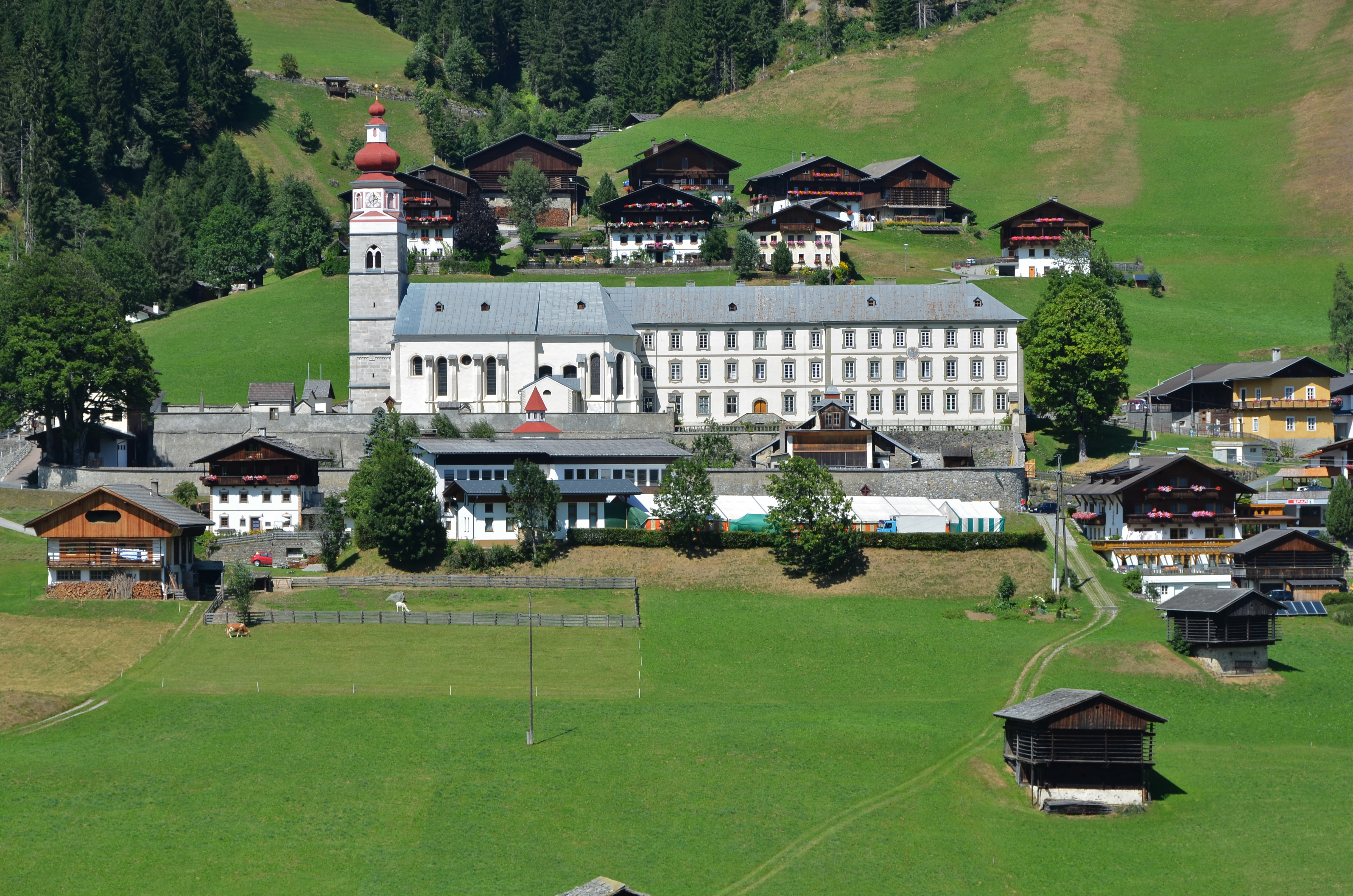
Maria Luggau temploma és a szervita kolostor

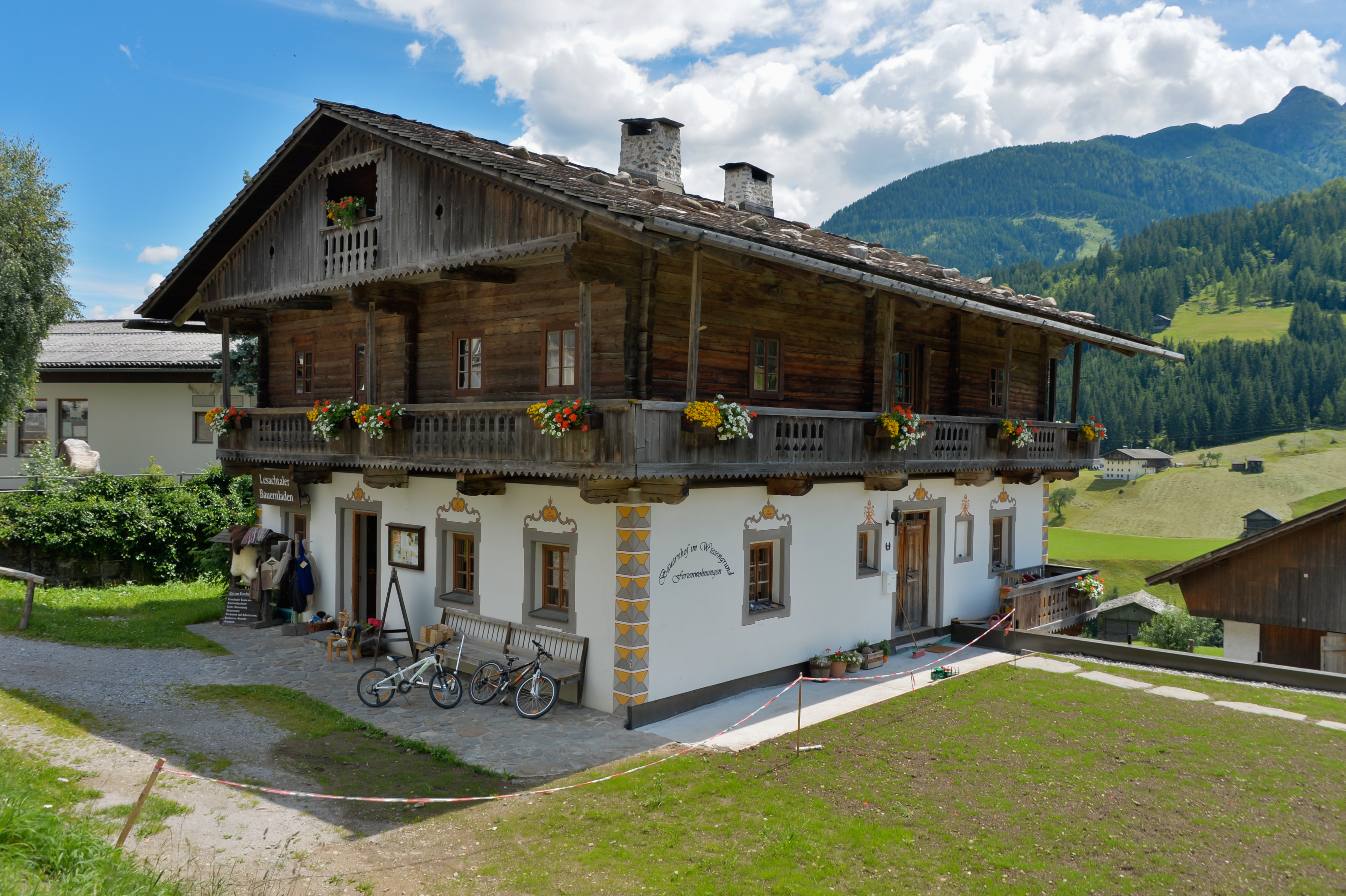
Hagyományos parasztház Maria Luggauban

Lesachtal Karintia délnyugati csücskében fekszik, közvetlenül az olasz határ mellett, a kelet-nyugat irányban húzódó Lesach-völgyben. Északról a Gailtali-Alpok és a Lienzi-Dolomitok, délről a Karni-Alpok (ennek gerincén húzódik az államhatár) hegyei fogják közre. Legmagasabb pontja a 2780 méteres Hohe Warte. Legnagyobb folyója a Gail, amely itt egy keskeny, helyenként 200 méter mély szurdokban folyik. Az önkormányzat 4 katasztrális községből áll (Kornat, Liesing, Luggau és St. Lorenzen), amelyek 31 falut és egyéb települést fognak össze. Ezek lakossága 300 (Sankt Lorenzen im Lesachtal) és 2 (Salach) között változik.
A környező települések: nyugatra Untertilliach, északnyugatra Leisach, északra Amlach, Tristach és Lavant, északkeletre Oberdrauburg, keletre Kötschach-Mauthen, délre Paluzza és Forni Avoltri (utóbbi kettő Olaszországban).

## Története
Az eldugott Lesach-völgybet 600 után telepedtek be a szlávok, tőlük ered a neve is (les-erdő). Miután államukat meghódította a Frank Birodalom, 750-800 körül a nyugati Pustertal felől bajorok érkeztek a völgybe. A helyi tájszólásban és öltözékben máig érződik a pustertali hatás. Emellett megmaradtak egyes szlovén kifejezések és gyermekversek.
A völgy lakói elsősorban állattenyésztésből éltek, és a legelők létrehozása céljából kb. 1300-ra a völgyből kiirtották az erdőt. A lesachi törvényszék 1380 körül átkerült Pittersberg várába. A völgy a Görz-Tirol grófok birtokában volt, majd kihalásuk után több kézen keresztül az Ortenburg grófokhoz került.
1850-ben, az osztrák önkormányzatok létrejöttekor megalakult Luggau, St. Lorenzen és Liesing önálló községi tanácsa. Kornat és Strajach katasztrális községek előbb a szomszédos Mauthenhez tartoztak, 1882-ben pedig Unterlesach néven önállóvá váltak. Tíz évvel később Unterlesach szétvált Birnbaum és St. Jakob községekre. Az 1973-as közigazgatási reform során a legkeletibb St. Jakobot Kötschach-Mauthenhez csatolták, a többi négyet pedig Lesachtal néven egyesítették.
Az első világháború során az olasz frontvonal a Karni-Alpok gerincén húzódott. A hegységben ma is megtalálhatók az egykori erődítmények és lövészárkok. 

## Lakosság
A lesachtali önkormányzat területén 2016 januárjában 1363 fő élt, ami jelentős visszaesést jelent a 2001-es 1560 lakoshoz képest. Akkor a helybeliek 98,4%-a volt osztrák, 1,3% német állampolgár. 98,4% római katolikusnak, 1,2% evangélikusnak vallotta magát. 
Érdekesség, hogy a helyiek nem karintiai, hanem kelet-tiroli német dialektusban beszélnek.

## Látnivalók

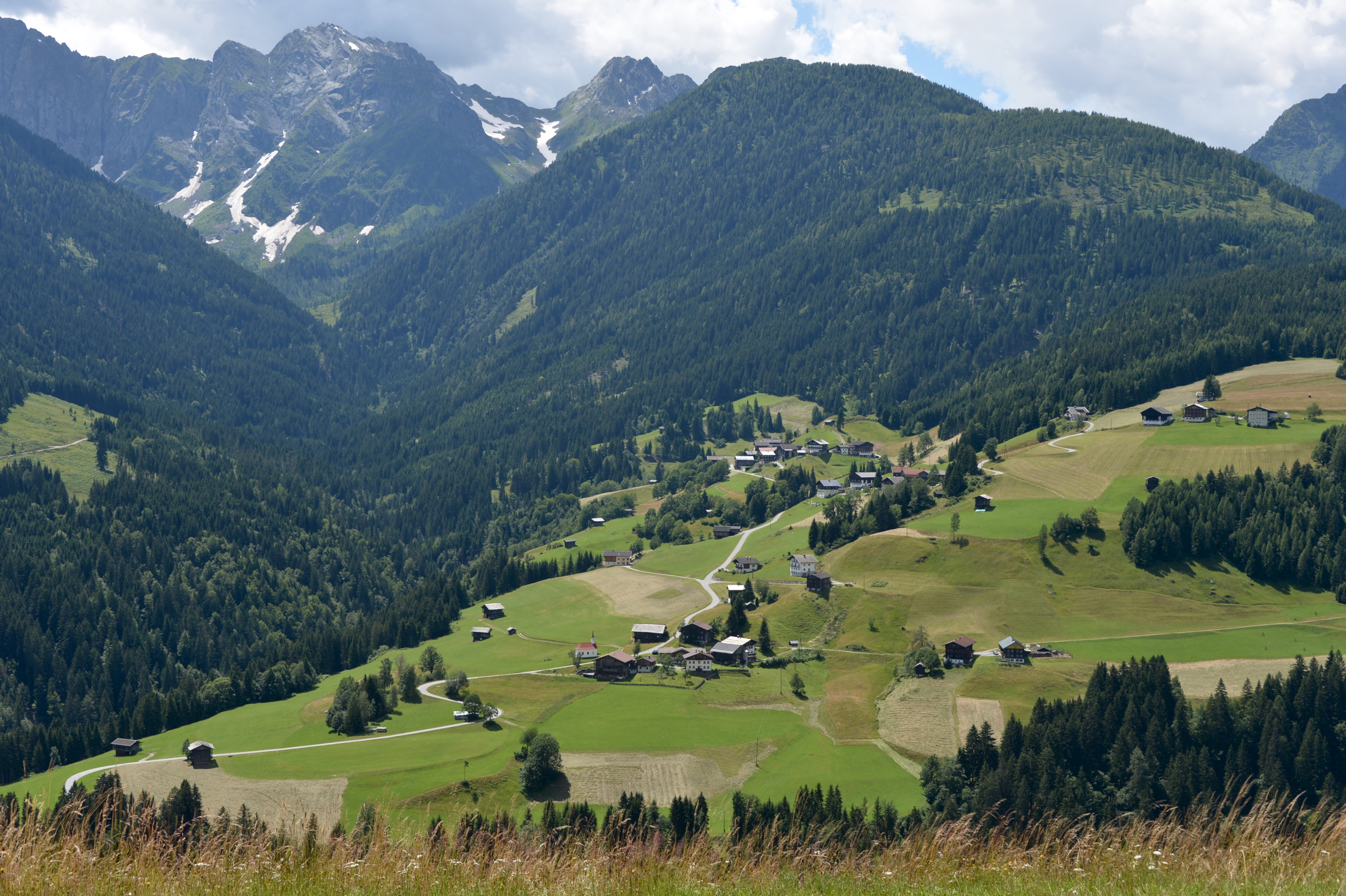
Obergail

- a liesingi plébániatemplom
- Maria Luggau Szűz Mária-temploma
- Maria Luggau szervita kolostora
- a luggaui vízimalmok
- Oberfrohn temploma
- Obergail temploma

## Fordítás
- Ez a szócikk részben vagy egészben  a   Lesachtal című német Wikipédia-szócikk ezen változatának fordításán alapul.  Az eredeti cikk szerkesztőit annak laptörténete sorolja fel. Ez a jelzés csupán a megfogalmazás eredetét és a szerzői jogokat jelzi, nem szolgál a cikkben szereplő információk forrásmegjelöléseként.